# Minacraga disconitens
Minacraga disconitens är en fjärilsart som beskrevs av William Schaus 1905. Minacraga disconitens ingår i släktet Minacraga och familjen Dalceridae. Inga underarter finns listade i Catalogue of Life.